# Hunaudières

Plan du circuit des 24 Heures du Mans.

Les Hunaudières sont un lieu-dit de la ville du Mans. Ce lieu-dit est traversé par la route départementale 338, plus connue comme étant la ligne droite des Hunaudières, une portion du circuit de la Sarthe où se déroule la course des 24 Heures du Mans.

## Circuit du Mans
Les Hunaudières sont la longue et mythique ligne droite du circuit des 24 Heures du Mans. En raison des vitesses atteintes par les concurrents (407 km/h par Roger Dorchy en 1988), elle est entrecoupée de deux chicanes depuis l'édition 1990. Cette ligne droite de plus de 5,5 km faisait partie de la Route nationale 138, déclassée en 2006 en Route départementale 338. Entre les chicanes les vitesses atteintes  sont de l'ordre de 340 km/h.
Utilisée dès 1884 pour son parfait tracé longiligne lors de courses organisées officiellement à partir de 1886, elle deviendra le point fort de la création du premier circuit de la Sarthe en 1906 avant de devenir le symbole du circuit actuel créé en 1923. 
Depuis 2010, l'ACO et le golf des 24 Heures ont construit un bâtiment à la fin de la ligne des Hunaudières pour observer le virage de Mulsanne.
En 1999, la marque automobile Bentley Motors produit un concept car nommé “Bentley BY8.16 Hunaudieres”, en hommage à cette ligne droite.

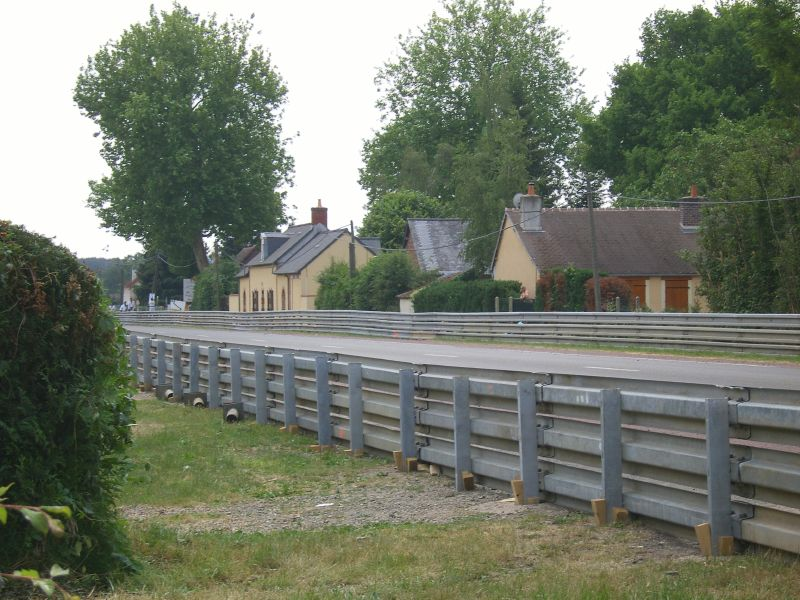
Maisons du lieu-dit et glissières de sécurité du circuit.
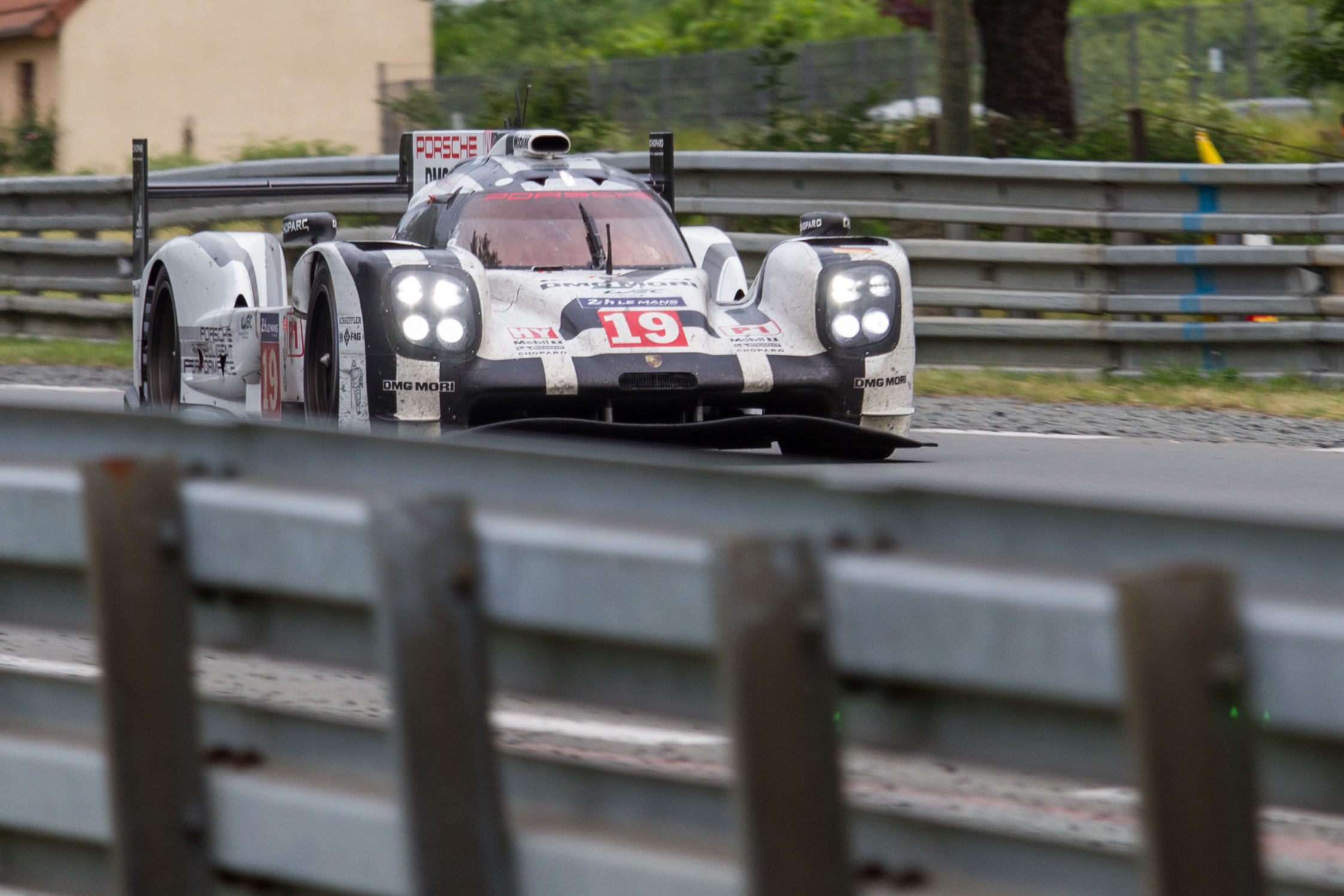
Le 14 juin 2015 à 10 h 55, la Porsche 919 Hybrid des futurs vainqueurs, Nico Hülkenberg, Earl Bamber et Nick Tandy, passe au lieu-dit des Hunaudières.
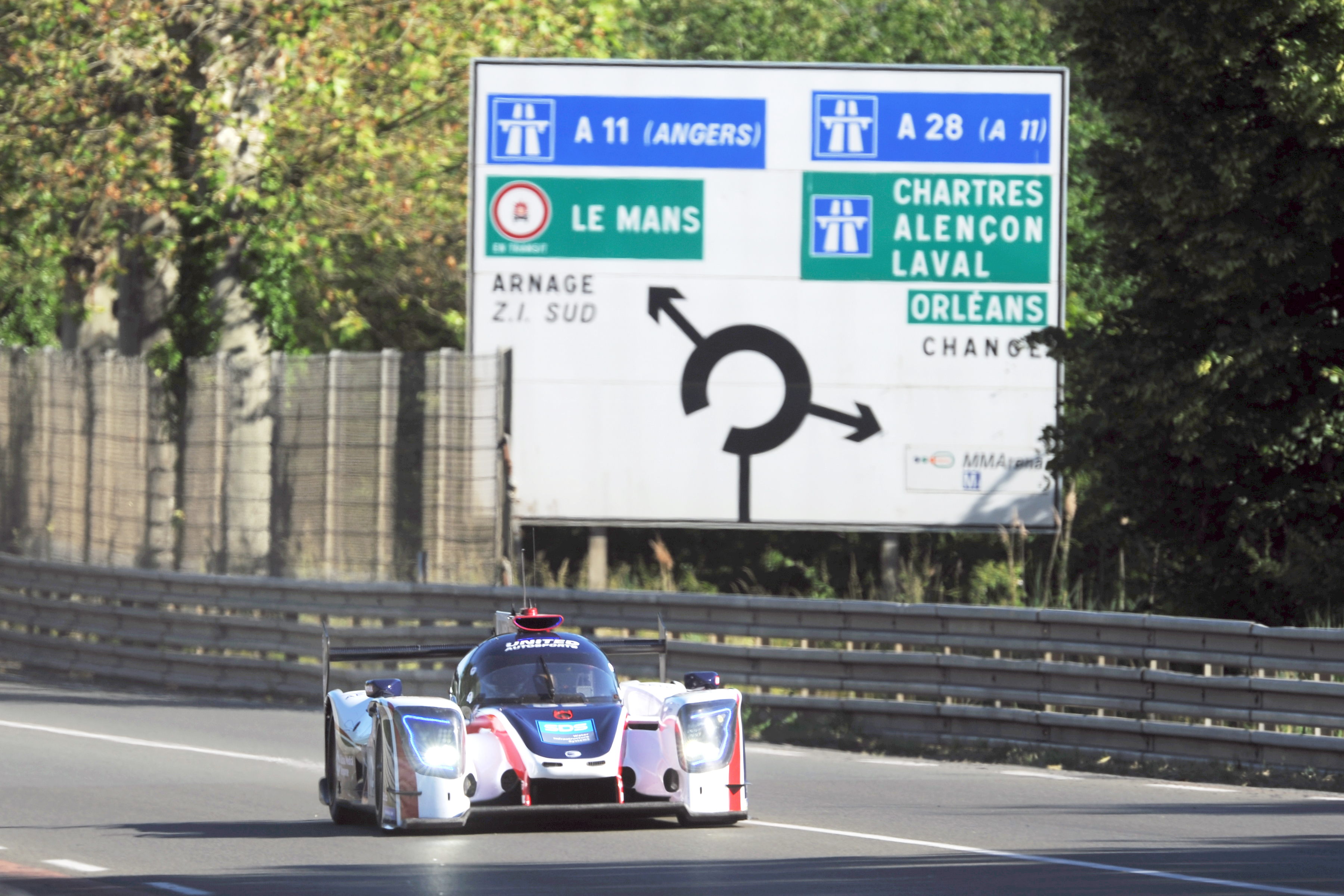
Passage aux Hunaudières le 2 juin 2019 à 09 h 11.
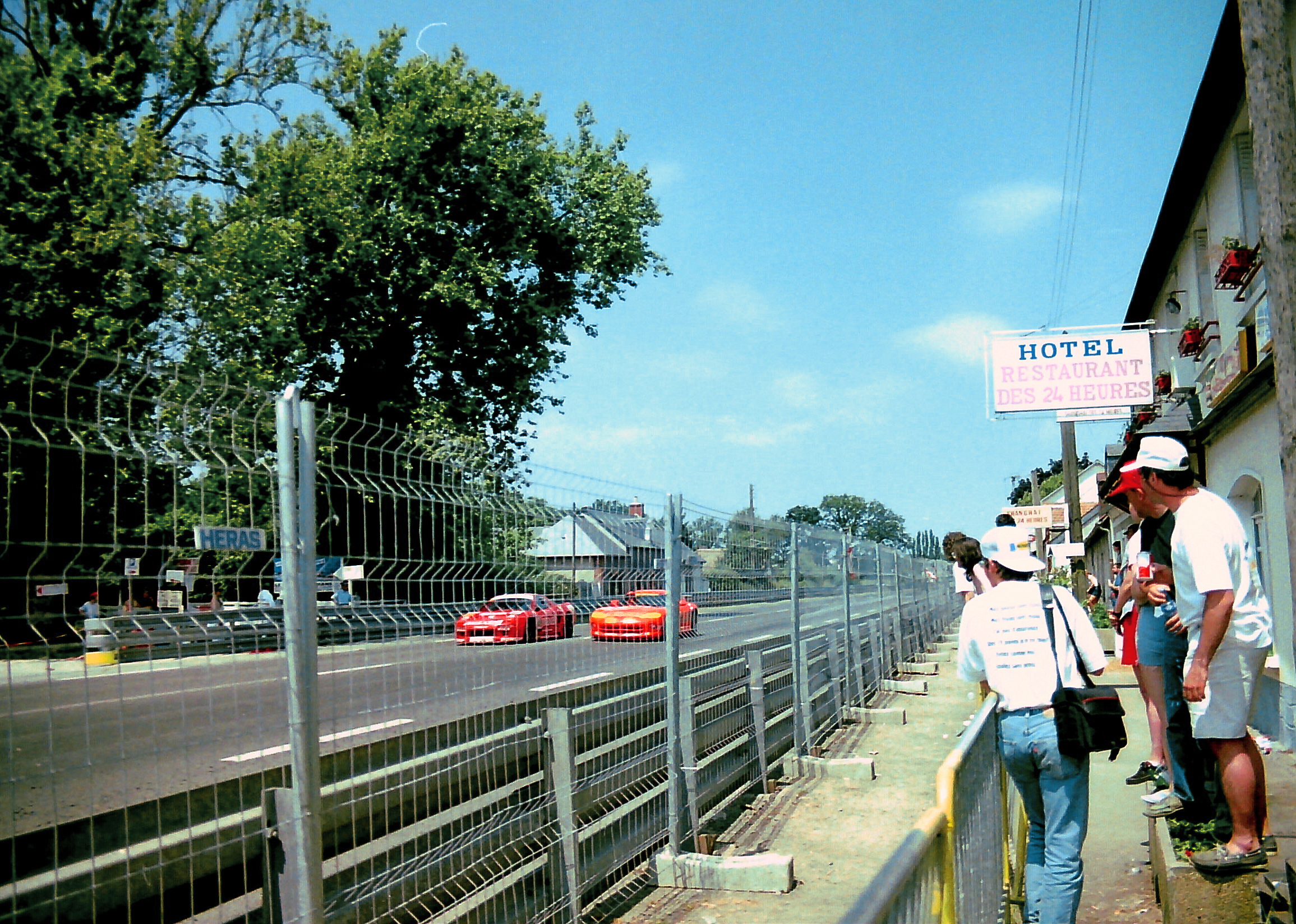
Une Honda NSX et une Dodge Viper RT10 passent à fond devant le restaurant des Hunaudières lors des 24 Heures du Mans 1994.

## Débuts de l'aviation

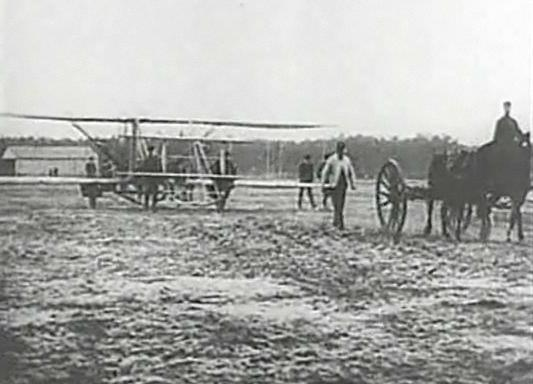
Le vol des Wright.

C'est aussi l'hippodrome sur lequel Wilbur Wright, invité par les frères Amédée et Léon Bollée, a réalisé les essais de son Flyer en juin-juillet 1908 avant de les continuer au camp d'Auvours, à l'ouest du Mans, jusqu'en décembre 1908.

« C'est aux Hunaudières que Wilbur Wright a fait le 8 août 1908 à 18 h 30 sur le champ de courses des Hunaudières près du Mans, une première expérience qui a été couronnée d'un plein succès. Dès le premier essai, l'aéroplane dirigé par M. Wilbur Wright, s'est élevé dans les airs. Il a décrit, se tenant à une hauteur de 15 à 20 mètres, trois cercles complets, parcourant ainsi environ 3 kilomètres et demi, en 1 minute 46 secondes, et est venu très facilement, presque sans secousse, atterrir à 20 mètres de son point de départ ; l'atterrissage n'a pas occasionné à l'appareil la moindre avarie. Une centaine de personnes y assistaient, parmi lesquelles M. Archdeacon, M. Blériot, l'aviateur Gasnier, d'Angers, membres de l'Aéro Club de France, qui s'est signalé l'an dernier, dans l'épreuve de la Coupe Gordon Bennett ; M. Zens qui, la semaine dernière, a commencé des expériences avec un appareil de son invention, et quelques représentants de la presse française, allemande, américaine, anglaise. Ils ont chaleureusement applaudi M. Wright. »

— Extrait du quotidien La Sarthe du 8 août 1908 (2e édition)

## Voie romaine
L'axe de la route reprend très vraisemblablement celui de la voie romaine qui reliait Le Mans à Tours, et la longue ligne droite a toutes les chances d'être un héritage des arpenteurs gallo-romains. 